# Demay Point
Demay Point – przylądek na Wyspie Króla Jerzego, położony na zachodnim wybrzeżu Zatoki Admiralicji u jej ujścia do Cieśniny Bransfielda. Jest najdalej na wschód położonym punktem wysuniętego daleko w morze półwyspu Demay Peninsula, który oddziela Zatokę Staszka od Rajskiej Zatoki. Przylądek leży na terenie Szczególnie Chronionego Obszaru Antarktyki "Zachodni brzeg Zatoki Admiralicji" (ASPA 128). Został odkryty w 1822 roku.